# Butch Vig
Butch Vig (* 2. srpna 1955, Viroqua, Wisconsin, USA) je bubeník skupiny Garbage a hudební producent. Jeho asi nejznámější počiny na poli hudebního průmyslu je produkování alba Nevermind skupiny Nirvana a práce na albu Gish od Smashing Pumpkins. V současné době pracuje spolu s Foo Fighters (skladatel/zpěvák a kytarista Dave Grohl byl bubeníkem Nirvany). První produkce pro ně bylo Wasting Light (2011) a zůstal s nimi i do alba z roku 2014 The Sonic Highway.
Se skupinou Garbage vydal následující alba:
- Garbage (1995)
- Version 2.0 (1998)
- Beautifulgarbage (2001)
- Bleed Like Me (2005)
- Absolute Garbage (2007)